# Calling All Angels
"Calling All Angels" é uma canção lançada pela banda americana de rock Train. Está no terceiro álbum da banda, My Private Nation, e foi produzida por Brendan O'Brien.
A canção foi o primeiro single liberado do My Private Nation em 2003 e chegou a posição #19 nas paradas americanas da Billboard Hot 100. Ela também passou três semanas no topo das paradas da Billboard Hot Adult Contemporary Tracks naquele mesmo ano.
O single foi nomeado a dois Grammy Awards em 2004 nas categorias "Melhor Performance de Rock por um Duo ou Grupo com Vocais" e de "Melhor Canção de Rock". A canção também apareceu em vários programas de televisão e anúncios nos meios de comunicação.

## Faixas
| CD single de 2003 |                              |         |  |
| N.º               | Título                       | Duração |  |
| 1.                | "Calling All Angels"         |         |  |
| 2.                | "Fascinated"                 |         |  |
| 3.                | "Landmine"                   |         |  |
| 4.                | "Calling All Angels" (video) |         |  |

| Promo mexicano |                                        |         |  |
| N.º            | Título                                 | Duração |  |
| 1.             | "Calling All Angels" (Versão de rádio) |         |  |
| 2.             | "Calling All Angels" (versão do álbum) |         |  |

## Recepção
A canção recebeu respostas mistas dos críticos, como o analista Ken Tucker da Entertainment Weekly que deu ao single uma nota B+, chamando-a "um belo comprometimento... que se constrói muito bem até o climax". Matt Lee of the BBC was less impressed, describing the track as "pedestrian, the vocals soulless, even more so than" the band's biggest hit single, "Drops of Jupiter (Tell Me)".

## Paradas musicais
| Paradas (2003–04)                                  | Melhor positção |
| -------------------------------------------------- | --------------- |
| Austrália (ARIA)                                   | 22              |
| Nova Zelândia (Recorded Music NZ)                  | 32              |
| Estados Unidos (Billboard Hot 100)                 | 19              |
| Estados Unidos (Billboard Adult Alternative Songs) | 1               |
| Estados Unidos (Billboard Adult Contemporary)      | 1               |
| Estados Unidos (Billboard Adult Top 40)            | 1               |
| Estados Unidos (Billboard Mainstream Rock)         | 40              |
| Estados Unidos (Billboard Mainstream Top 40)       | 24              |